# شبه‌جزیره یوکاتان

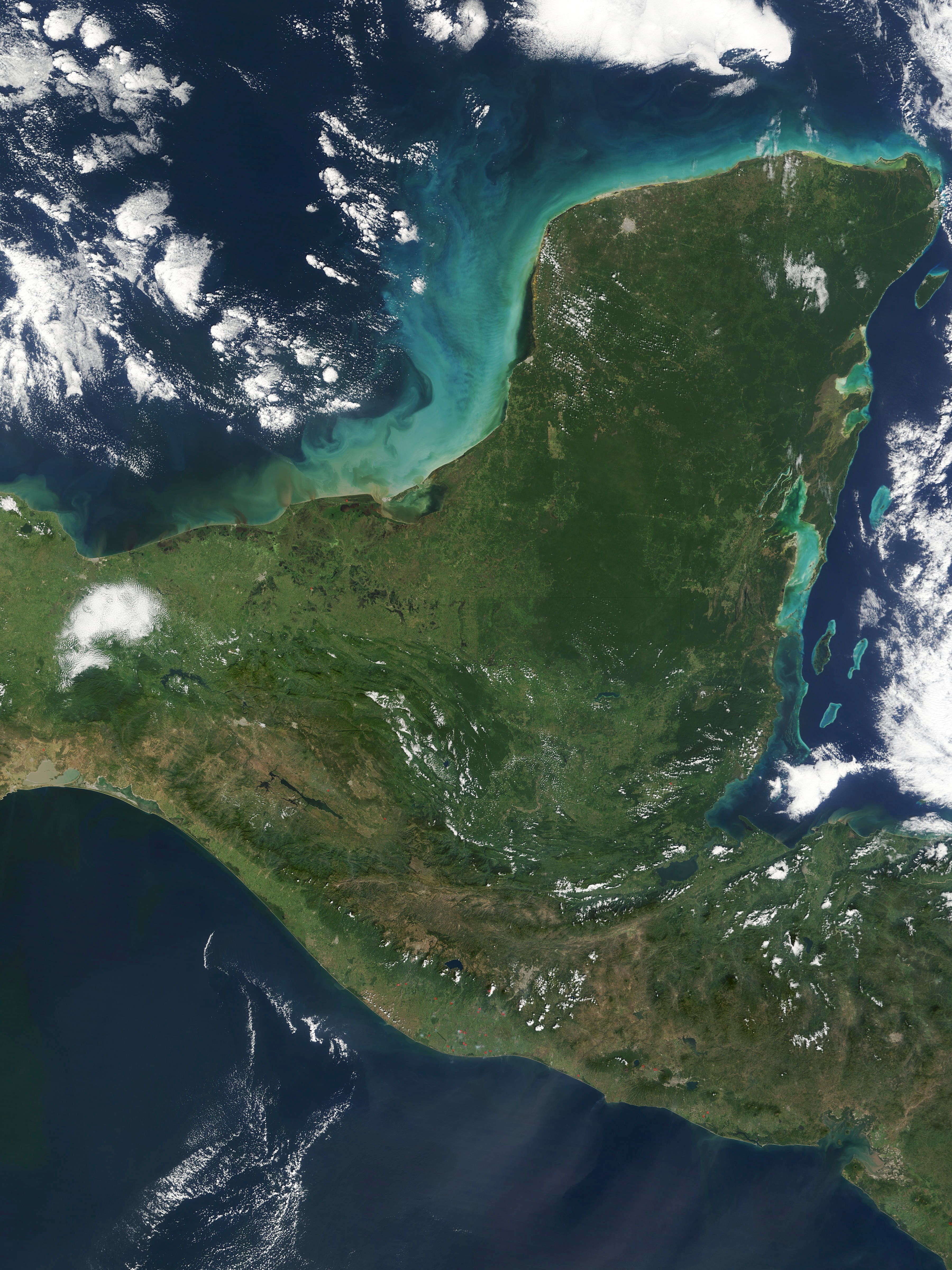
نمای شبه‌جزیره یوکاتان از فضا

شبه‌جزیره یوکاتان شبه‌جزیره‌ای است در آمریکای مرکزی که شامل بخشی از مکزیک و همچنین کشورهای بلیز و گوآتمالا می‌شود. شبه‌جزیره یوکاتان دریای کارائیب را از خلیج مکزیک جدا می‌سازد.
فرهنگ حاکم بر منطقه پیش از کشف قاره آمریکا از سوی سفیدپوستان فرهنگ قوم سرخ‌پوست مایا بود. امروزه هم مردم مایاتبار بخش بزرگی از جمعیت منطقه را تشکیل می‌دهند.
دانشمندان بر این باورند که شهابسنگ سترگی که باعث برافتادن نسل دایناسورها از روی زمین شد در همین ناحیه یوکاتان به سطح زمین برخورد کرده‌است.